# Potemkiniadă

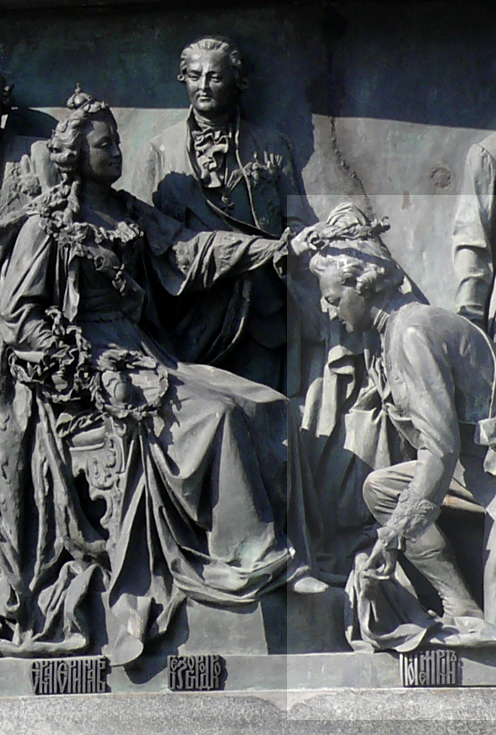
Grigori Potemkin îngenunchiat în fața țarinei Ecaterina a II-a a Rusiei

Potemkiniadă este un termen de origine rusă (потёмкинские деревни, sat potemkinian) prin care se face referire la o metodă de falsificare a realității prin fațadizare.
Termenul provine de la numele lui Grigori Potemkin, general-feldmareșal rus, demnitar al statului și favorit al țarinei Ecaterina a II-a a Rusiei. Despre Potemkin se relatează faptul că, cu ocazia unei vizite în Rusia a împăratului romano-german Iosif al II-lea și a regelui Poloniei, la sfârșitul secolului al XVIII-lea, dorind să creeze o imagine excepțională investițiilor din teritoriile abia cucerite de la Ucraina controlată, inițial, de tătari și otomani, prințul Potemkin ar fi pus să fie construite niște uriașe decoruri de teatru, închipuind case, sate și orașe înfloritoare. Oaspeții, care au făcut o călătorie prin acele teritorii împreună cu țarina, s-au lăsat înșelați, iar Potemkin, prin acest gest, și-a consolidat poziția în fața țarinei.
În realitate, „satele lui Potemkin” nu au existat niciodată sau, mai bine zis, era vorba de sate adevărate, care fuseseră zugrăvite proaspăt pentru acea ocazie. Prințul de Ligne, martor ocular care a însoțit-o pe împărăteasă, denunță această legendă, a cărei sursă este un ziarist monden german, numit Gustav Adolf Wilhelm von Helbig, un amator de cancanuri, care se afla la curtea din Sankt Petersburg. Simțindu-se ofensat că nu fusese invitat și el în voiajul din Crimeea, s-a hotărât să-l ridiculizeze prin toate mijloacele și a publicat povestea satelor din carton într-o revistă din Hamburg, denumită „Minerva”, sub titlul Potemkin în Taurida (1797-1800).